# Horst Luthin
Horst Luthin (* 12. Januar 1935 in Osnabrück) war bis zu seinem Eintritt in den Ruhestand Vorsitzender Richter am Oberlandesgericht Hamm.
Luthin studierte Rechtswissenschaften an den Universitäten Freiburg und Münster und ließ sich nach Abschluss seiner juristischen Ausbildung zunächst als Rechtsanwalt nieder. Nach einer kurzen Tätigkeit in der Verwaltung des Landes Niedersachsen trat Luthin mit Wirkung vom 1. Oktober 1971 in den Justizdienst des Landes Nordrhein-Westfalen ein, wo er zunächst als Richter am Landgericht Münster wirkte.
Im  Januar 1978 wechselte er an das Oberlandesgericht Hamm. Zu diesem Zeitpunkt begann auch die Konzentration Luthins auf das Familienrecht. Er wurde zunächst Berichterstatter, mit Wirkung vom 13. November 1991 Vorsitzender eines der durch die Reform des Familien- und Familienverfahrensrechts neu gegründeten Familiensenate, in welcher Funktion er auch 1999 in den Ruhestand trat.
Neben seiner richterlichen Tätigkeit war Luthin langjähriger Dozent im Rahmen der Anwaltsfortbildung, insbesondere seit 1980 bei der Deutschen Anwaltakademie, und war seit 1981 (Mit-)Schriftleiter (bis 2015) und einer der Herausgeber der Zeitschrift für das gesamte Familienrecht (FamRZ), darüber hinaus war er Kommentator im Münchener Kommentar zum Unterhaltsrecht (bis zur 4. Auflage). Ferner war er (bis zur 10. Auflage) Herausgeber und Mitautor des Handbuchs des Unterhaltsrechts (Verlag Vahlen/Beck).

## Schriften
- (Hrsg.): Handbuch des Unterhaltsrechts
- Gemeinsames Sorgerecht nach der Scheidung

| Personendaten    | Personendaten                                                    |
| ---------------- | ---------------------------------------------------------------- |
| NAME             | Luthin, Horst                                                    |
| KURZBESCHREIBUNG | deutscher Jurist, Vorsitzender Richter am Oberlandesgericht Hamm |
| GEBURTSDATUM     | 12. Januar 1935                                                  |
| GEBURTSORT       | Osnabrück                                                        |